# Ahmet Öğüt
Ahmet Öğüt (Diyarbakir, 1981) is een Turkse conceptueel kunstenaar, die afwisselend in Amsterdam, Istanboel en Berlijn woont. Hij werkt als video-, installatie- en performancekunstenaar, tekenaar en schilder. Naast zijn werk als kunstenaar werkt Öğüt als gastdocent, tutor, adviseur en onderzoeker bij verschillende onderwijsinstellingen. In 2022 was hij werkzaam als adviseur aan de Jan van Eyck Academie te Maastricht en als gastdocent aan de Üniversität der Künste te Berlijn. Tevens geeft hij presentaties en lezingen. Öğüt is initiator van 'The Silent University', een platform voor vluchtelingen, asielzoekers en migranten waar zij kennis en ervaring kunnen uitwisselen.

## Opleiding
In 2003 behaalde Öğüt zijn bachelor in de kunsten, afdeling schilderkunst, aan de Schilderkunstafdeling van de Faculteit der Schone Kunsten van de Hacettepe Universiteit te Ankara. In 2006 voltooide hij zijn master in de kunsten aan de Kunst en Design Faculteit van de Yildiz Teknik Universiteit te Istanboel. Van 2007 tot 2008 was hij werkzaam als artist-in-residence aan de Rijksakademie van Beeldende Kunsten te Amsterdam.

## Biografie en werk
Öğüt groeide op in Koerdisch gebied in Turkije waar een burgeroorlog deel uitmaakte van het dagelijkse leven. Deze achtergrond is bepalend voor zijn sociale en politieke engagement. Öğüt wil met zijn kunst, vaak met een vleugje humor, de maatschappelijke en gevestigde orde aan de kaak stellen. Kunst ziet hij niet als middel maar als platform. In 2012 sloot hij een residentschap in het Tate Modern in samenwerking met de Delfina Foundation af met het project 'The Silent University'. Dit project biedt een kennisuitwisselingsplatform op academisch niveau aan asielzoekers, migranten en vluchtelingen die in hun thuisland een academische opleiding en werk hadden. Om diverse redenen die gerelateerd zijn aan hun status kunnen zij hun werk nu niet uitoefenen. Er worden voor deze doelgroep cursussen ontwikkeld en gegeven met vakgerichte onderwerpen die online vrij toegankelijk zijn. Ook worden er lezingen over specifieke vakgebieden gegeven voor én door deze doelgroep. Op deze manier wordt gebruikgemaakt van het kennispotentieel van vluchtelingen en asielzoekers. Het project 'The Silent University' loopt nog steeds en wordt waar mogelijk uitgebreid.
Ook Bakunin's Barricade (2015) is een voorbeeld van de sociale en politieke betrokkenheid van Öğüt. Bakunin's Barricade is een installatie die is geïnspireerd op het nooit gerealiseerde voorstel van Mikhail Bakunin om kostbare schilderijen als barricade te gebruiken tijdens een socialistische opstand in 1849. Öğüt maakt een barricade van in de openbare ruimte te vinden objecten zoals dranghekken, autobanden en afvalmateriaal. Dit wordt gecombineerd met enkele door hem geselecteerde werken uit het betreffende museum waar de installatie wordt opgebouwd. Ook stelt hij met een jurist een contract op dat wordt getoond naast de installatie. Hierin staat dat bij een eventuele toekomstige opstand burgers een beroep mogen doen op de barricade, inclusief de kunstwerken. Het museum moet dan wel bij aankoop van Öğüts werk het contract ondertekenen.
In 2020 had Öğüt een solotentoonstelling in de Yarat Contemporary Art Space te Bakoe in Azerbeidzjan. Hij trok zijn tentoonstelling terug nadat de tentoonstellingsbanier werd gebruikt voor propagandadoeleinden in het Nagorno-Karabach-conflict.
Öğüt werkt als zelfstandig kunstenaar. Ook werkt hij regelmatig samen met zowel andere kunstenaars als met personen wier expertise buiten de kunstwereld ligt. Zijn werk toont hij, wereldwijd, niet alleen in de museale ruimte, maar ook in de publieke ruimte. Zijn werk Guppy 13 vs Ocean Wave; a Bas Jan Ader Experience (2010) is hier een voorbeeld van. Het is geïnspireerd op het nooit arriveren op een plek. In 1975 wilde de Nederlandse kunstenaar Bas Jan Ader met zijn bootje Ocean Wave de Atlantische Oceaan oversteken, maar het bootje werd onbemand teruggevonden. Öğüt wilde met een soortgelijk zeilbootje, een Guppy 13, het publiek laten ervaren hoe Ader zich gevoeld moet hebben op zee. Het bootje lag op het IJ en de voorwaarde was dat het publiek zelf op het bootje moest zien te komen. Hiervan is een fictieve videodocumentaire gemaakt waarbij de Guppy 13 achteruit vaart met steeds iemand anders op het bootje. De muziek die in de video (achterstevoren) wordt afgespeeld, was een onderdeel van het laatste project van Ader. Het werk werd door Öğüt geschonken aan het Van Abbemuseum in Eindhoven.

## Werk in collecties (selectie)
Selectie musea en privécollecties die werk(en) van Öğüt in hun bezit hebben:
- Stedelijk Museum Amsterdam
- Van Abbemuseum in Eindhoven
- Frans Hals Museum in Haarlem
- The Metropolitan Museum of Art in New York
- FRAC Nord-Pas de Calais in Duinkerke
- Rennie Collectie in Vancouver
- KIASMA Museum of Contemporary Art in Helsinki
- Neue Berliner Kunstverein in Berlijn
- Isabelle & Jean-Conrad Lemaître Collectie in Parijs
- Eduardo & Camilla Barella Collectie in São Paulo
- The Agah Ugur Collectie in Istanboel

## Tentoonstellingen/projecten (selectie)
Selectie solotentoonstellingen:
- Softly But Firmly (2007), Galerija Miroslav Kraljevic in Zagreb
- Across the Slope (2008), Centre d'Art Santa Mònica in Barcelona
- Things we count (2009), Künstlerhaus Bremen
- Informal Incidents (2010), Stedelijk Museum Bureau Amsterdam
- Or whistle spontaneously (2012), Delfina Foundation in Londen
- Forward! Vooruit! (2015), Van Abbemuseum in Eindhoven
- Ahmet Öğüt: No Protest Lost (2017-2018), Kunsthal Charlottenburg in Kopenhagen
- Bakunin's Barricade (2018), Kunstverein Dresden
- History Otherwise (2020), Wei-Ling Contemporary in Kuala Lumpur
- Jump up! (2022), MoCa Skopje - Museum of Contemporary Art in Skopje

Selectie groepstentoonstellingen:
- 9e Internationale Biënnale van Istanboel (2005)
- Art Without Borders (2006), Armenian Center for Contemporary Experimental Art in Jerevan
- Stalking with Stories (2007), Apexart in New York
- Be[com]ing Dutch (2008), Van Abbemuseum in Eindhoven
- Lapses (2009), 53e Biënnale van Venetië, the Pavilion of Turkey
- Take the Money and Run (2009), De Appel in Amsterdam
- Rewriting Worlds (2011), 4e Biënnale van Moskou
- Beautiful game (2012), City Art Gallery van Ljubljana
- Political Populism (2015), Kunsthalle Wien
- The Street. Where the World Is Made (2018), MAXXI, Museo nationale delle arti del XXI secolo in Rome
- Delinking and Relinking (2022), Van Abbemuseum in Eindhoven
- What is the Proper Way to Display a Flag?, Weserburg Museum für moderne Kunst in Bremen

## Prijzen (selectie)
Öğüt ontving meerdere prijzen en beurzen voor zijn werk:
- De Volkskrant Beeldende Kunst Prijs (2011)
- The Visible Award voor 'The Silent University' (2013, Italië)
- Grant Recipient van de Foundation for Arts Initiatives (2019 en 2020, New York)
- Werkbijdrage voor Bewezen Talent van het Mondriaanfonds (2019)